# Actes et documents du Saint Siège relatifs à la Seconde Guerre mondiale
De Actes et documents du Saint Siège relatifs à la Seconde Guerre mondiale (Akten en documenten van de Heilige Stoel in verband met de Tweede Wereldoorlog), vaak afgekort als ADSS, is een elfdelig boekwerk met een door het Vaticaan zelf uitgegeven selectie van vooral Duits-, Frans-, Italiaanstalige en Latijnse documenten uit het Vaticaans archief uit de periode 1939-1945. Met deze bronnenuitgave wilde paus Paulus VI (1963-1978) kritiek weerleggen als zouden de Rooms-Katholieke Kerk en de oorlogspaus Pius XII (1939-1958) niets of te weinig hebben gedaan om het nazisme, de Jodenvervolging en de Holocaust te bestrijden.
Hoewel de ADSS verre van volledig zijn, vormt deze uitgave een belangrijke bron bij de beoordeling van de houding van de Rooms-Katholieke Kerk. De conclusies op basis van deze documenten kunnen ver uiteen lopen, zoals blijkt uit de volgende voorbeelden. Naar aanleiding van de ADSS spreekt de Nederlandse antisemitisme-deskundige Hans Jansen over een principieel en "onophoudelijk protest" van de kant van Pius XII en zijn kerk. Harvard-professor Daniel Goldhagen echter verwijt het Vaticaan opportunisme. Zo stelt Goldhagen vast dat het Vaticaan pas in april 1943 serieus in actie kwam, toen het vreesde dat langer stilzwijgen imagoschade zou veroorzaken. Hij beroept zich daarbij op concrete documenten uit de ADSS.